# Flora din Indonezia

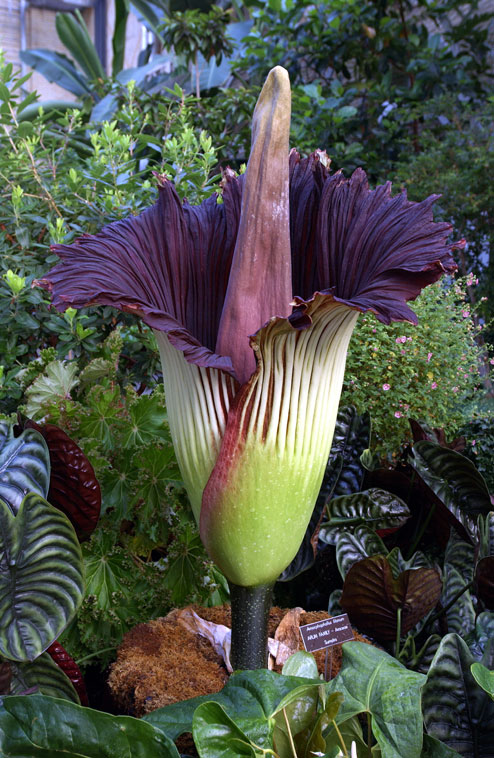
Amorphophallus titanum

Flora bogată a Indoneziei include multe specii rare de plante tropicale. Rafflesia arnoldi, care se întâlnește numai în anumite zone ale Sumatrei, este cea mai mare plantă din lume. Această plantă parazit crește pe anumite liane, dar nu produce frunze. Din aceeași zonă a Sumatrei provine o altă specie gigant, Amorphophallus tatinum, cea mai mare inflorescență a genului. 
Plantele carnivore (Nepenthea spp) sunt reprezentate prin multe specii în diferite zone din Indonezia de Vest. 
În această zonă se întâlnesc nenumărate specii de orhidee, cu diferite dimensiuni, de la cea mai mare, orhidea-tigru Grammatophyllum Speciosum la specia cea mai mică, fără frunze, Taeniophyllum, care se poate mânca și este folosită de localnici atât ca medicament, cât și ca ornament la obiectele artizanale. Solul pădurilor este bogat în humus, care favorizează creșterea luxuriantă a nenumărate specii de ciuperci, inclusiv specia luminescentă și ovidium.

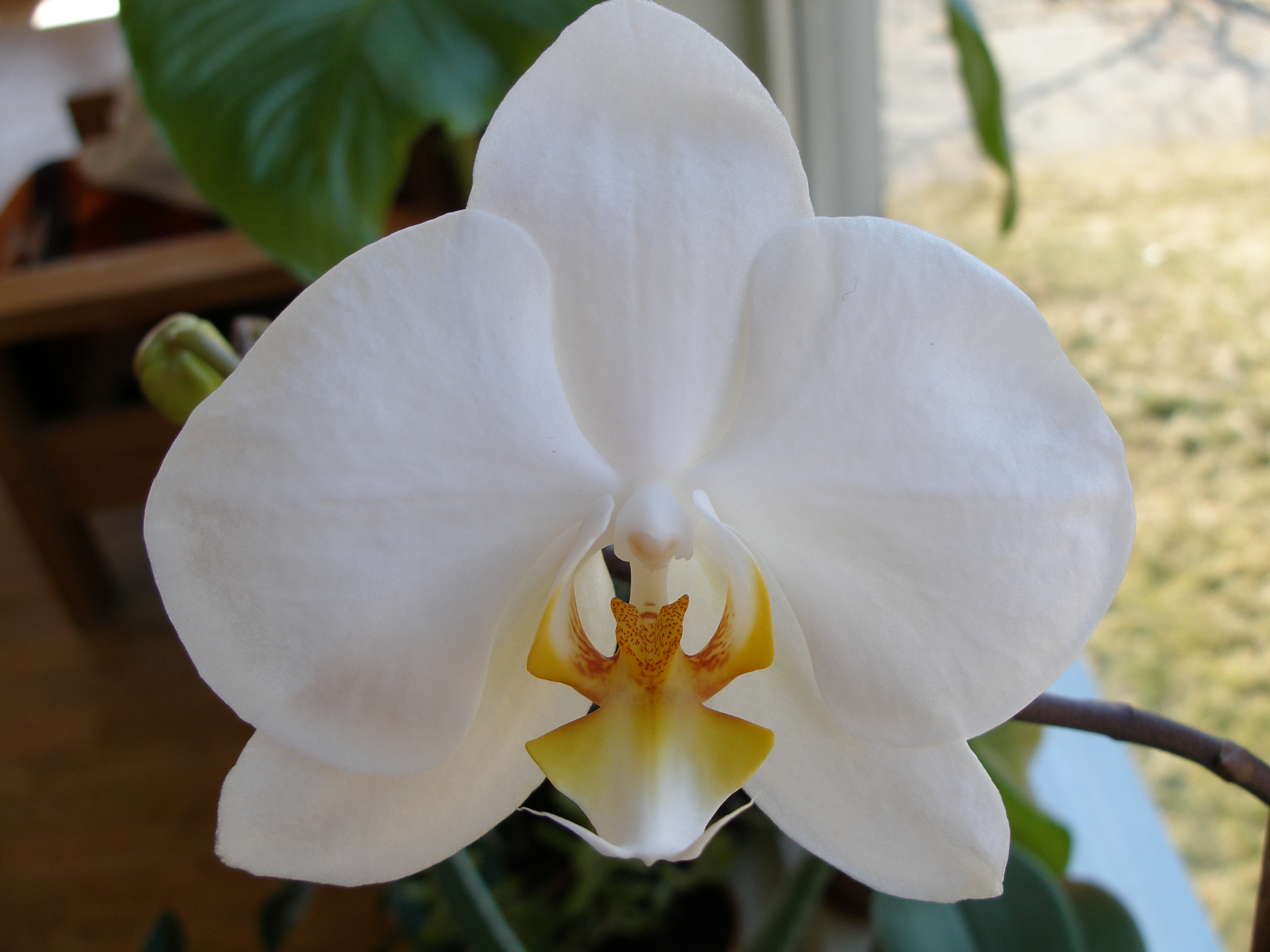
orhideea lunii

La 5 iunie 1990, în cadrul unei ceremonii pentru a marca Ziua Mondială a Mediului, trei plante au fost declarate plante naționale ale Indoneziei: 
- melati (Jasminum sambac), o floare mică, albă, cu miros dulceag, care joacă un rol important în multe ceremonii culturale și tradiționale indoneziene, a fost declarată Floarea Națională;
- anggrek bulan sau orhideea lunii (Phalaenopsis amabilis), o specie cu flori albe, a fost declarată Floarea magică
- Rafflesia arnoldi, o plantă fără tulpină și frunze, care crește pe tulpinile și pe rădăcinile altor plante și împrăștie un miros de putred, a fost declarată Specie Rară (în pericol de dispariție). Această plantă parazită poartă numele lui Sir Thomas Stamford Raffles și al Doctorului Arnold care au descoperit floarea (cea mai mare din lume) în 1818 în pădurea Bengkulu, Sumatra de sud-est, când Raffles era Locotenent Guvernator în Bengkulu, sub dominația temporară britanică (1814-1825) din Indonezia, care a urmat ocupatiei olandeze în Franța în timpul Războiului napoleonian.

Flora Indoneziei abundă de asemenea în specii lemnoase. Familia dipterocarp este renumită pentru cherestea (meranti), rășină, ulei vegetal și tengkawang - nuci. Copacul Gonystylus produce cherestea de bună calitate pentru mobilă. Alte produse valoroase ale padurii sunt: lemnul de santal, abanos, cheresteaua Palembang. Lemnul de tek este produsul pădurilor plantate de oameni în Java.
Deoarece flora este atât de variată, mulți oameni din Indonezia trăiesc bine de pe urma resurselor naturale. Se cunosc circa 6000 specii de plante care sunt folosite direct sau indirect de oameni. Un exemplu remarcabil în vremurile moderne îl constituie folosirea plantelor în producerea medicamentelor tradiționale pe bază de plante sau Jamu. Florile sunt indispensabile în ceremonii și ritualuri tradiționale.